# متلازمة لوسي - دريسكول
متلازمة لوسي-دريسكول (بالإنجليزية: Lucey–Driscoll syndrome ) أو يرقان احتباسي عند الوليد، هو اضطراب صبغي جسدي متنحي، يؤثر على الإنزيمات المشاركة في عملية ايض البيليروبين. وهو واحد من عدة اضطرابات تصنف بأنها عبارة عن فرط بليروبين الدم الغير مقترن الوليدي العائلي العابر.

## الأسباب
السبب المشترك هو السبب الخلقي، ولكن يمكن أيضا أن يكون بسبب الستيرويد الذي ينتقل من الأم للرضيع عن طريق حليب الثدي، وهو يختلف عن اليرقان المرتبط بالرضاعة الطبيعية (الطفل الذي يرضع من ثدي أمه تكون لديه مستويات أعلى من البليروبين مقارنة بالطفل الذي يعتمد على الحليب الصناعي)

## الوراثة

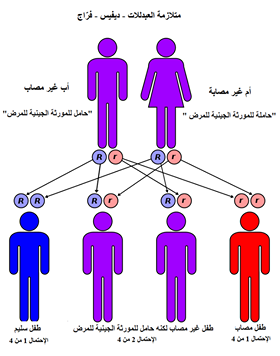
متلازمة لوسي- دريسكول ذو صفة جسدية متنحية

هناك خلل في الجين UGT1A1، الذي يرتبط أيضا بمتلازمة كريغلر-نجار ومتلازمة غلبرت، وهو المسؤول عن السبب الخلقي لمتلازمة لوسي دريسكول.